# Waldhambach, Sudliche Weinstrasse
Waldhambach là một đô thị thuộc huyện Südliche Weinstraße, trong bang Rheinland-Pfalz, phía tây nước Đức. Đô thị này có diện tích 3,92 km², dân số thời điểm ngày 31 tháng 12 năm 2006 là 348 người.